# Walker Percy
Walker Percy (28 mei 1916 – 10 mei 1990) was een Amerikaans schrijver.

## Biografie
Percy werd geboren in Birmingham, Alabama. Na de suïcide van zijn vader in 1929 verhuisde zijn familie naar Athens, Georgia. Zijn moeder stierf twee jaar later bij een auto-ongeluk. Percy en zijn twee broers werden nadien opgevoed in Greenville, Mississippi door hun oom William Alexander Percy, een prominente advocaat en dichter.
Percy bezocht de Universiteit van North Carolina in Chapel Hill en studeerde in 1937 af in chemie. Vier jaar later, in 1941, behaalde hij een bul in geneeskunde aan Columbia University. Zijn medische carrière kwam echter tot stilstand nadat tuberculose bij hem werd geconstateerd, waarvoor hij de komende drie jaar in een sanatorium verbleef. Hij huwde Mary Bernice Townsend in 1946 en verhuisde naar Covington, Louisiana, waar het echtpaar twee dochters kreeg. Ook bekeerde de van huis uit Protestantse Percy zich in deze periode tot het Katholicisme.
Vanaf het begin van de jaren 50 ging Percy zich richten op het schrijverschap. Zijn eerste publicaties waren essays op het gebied van semiotiek en filosofie, en in 1961 publiceerde Percy zijn eerste roman, The Moviegoer. het boek kreeg een jaar later een National Book Award voor fictie toegekend. In 1998 werd The Moviegoer opgenomen in de lijst van de honderd beste Engelstalige boeken van de 20ste eeuw, opgesteld door de Amerikaanse uitgever Modern Library. Tevens heeft Percy vijf andere romans en verschillende non-fictiewerken op zijn naam staan.
Walker Percy stierf in Covington aan prostaatkanker op 10 mei 1990.

### Romans
- The Moviegoer (1961)
- The Last Gentleman (1966)
- Love in the Ruins (1971)
- Lancelot (1977)
- The Second Coming (1980)
- The Thanatos Syndrome (1987)